# Guus Brox

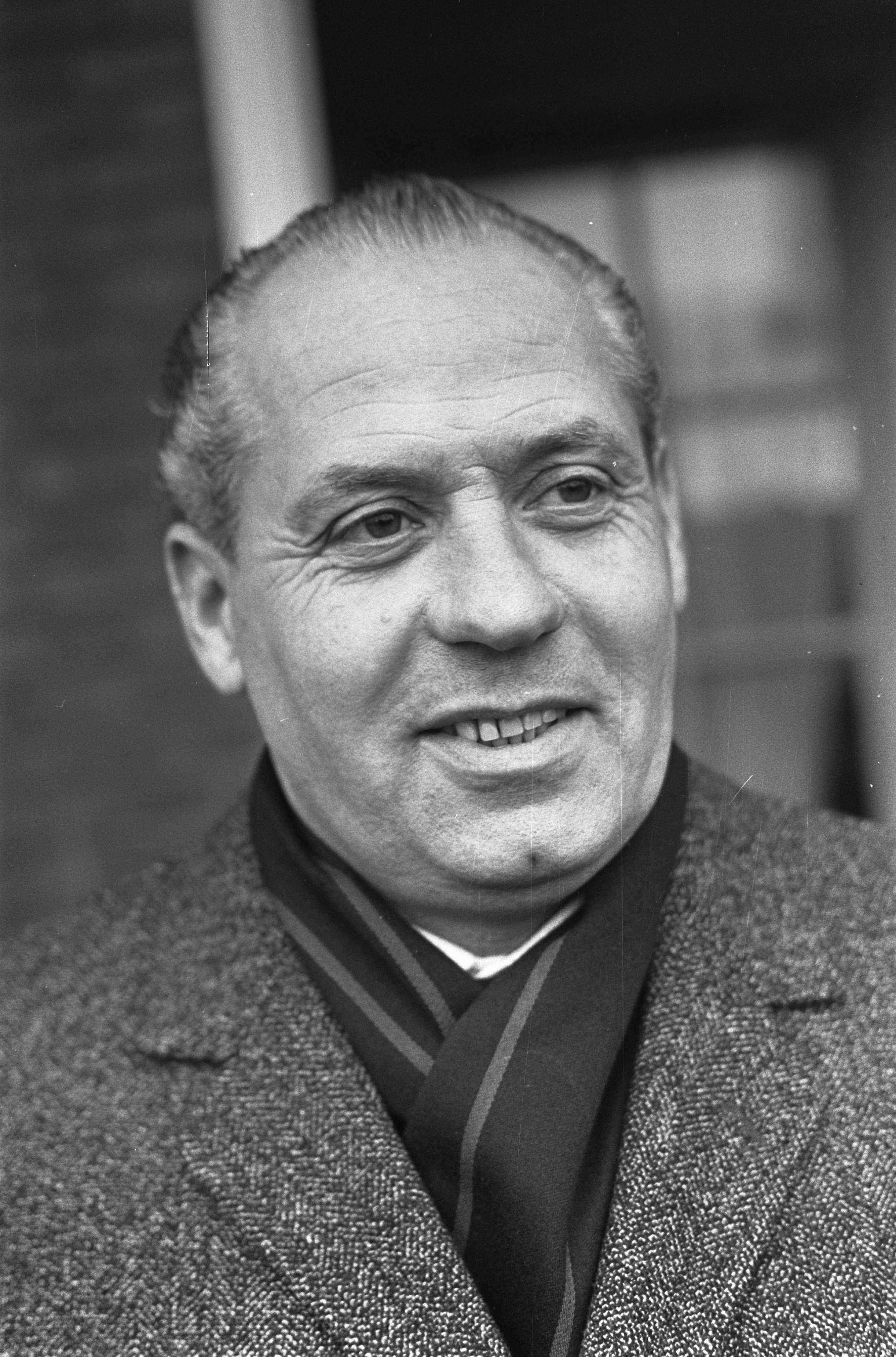
Brox in 1968

Gustav Peter (Guus) Brox (Rotterdam, 28 augustus 1917 – aldaar, 6 maart 2001) was voetbalmanager van Feyenoord in Rotterdam.

## Carrière
Eind 1934 werd Brox lid van Feyenoord, waar hij tot het tweede team kwam als speler. Hij trad in 1948 toe tot het bestuur van de club en werd bij de invoering van het betaald voetbal lid van de commissie Betaald Voetbal van Feyenoord. Tot 1959, toen hij in dienst van de club kwam als administrator, was hij tevens werkzaam als ambtenaar op het ministerie van Landbouw en Visserij. In 1964 werd Brox benoemd tot manager en was daarmee de eerste betaalde clubmanager in het betaald voetbal. Hij haalde onder andere Rinus Israël en Ove Kindvall naar Rotterdam. In zijn periode behaalde Feyenoord in 1970 de Europacup I en de wereldbeker. In 1976 werd Brox benoemd tot directeur betaald voetbal van Feyenoord en in 1978 ging hij met pensioen.